# یوگنی زیمین
یوگنی زیمین (روسی: Евге́ний Влади́мирович Зими́н؛ ۶ اوت ۱۹۴۷ – ۲۸ دسامبر ۲۰۱۸) بازیکن هاکی روی یخ اهل اتحاد جماهیر شوروی سوسیالیستی بود.